# 천국의 아이들 (1997년 영화)
《천국의 아이들》(페르시아어: بچه‌های آسمان)은 이란의 영화다. 1997년에 만들어졌으며 1999년에 아카데미 최우수 외국어 영화상 후보에 올랐고 몬트리올 영화제 등 여러 영화제에서 그랑프리를 받았다.

## 줄거리
이란의 가난한 가정에 살고 있는 알리는 그의 동생, 자라의 구두를 수선하러 갔다가 구두를 잃어버리고 만다. 하지만 새 구두를 살 돈도 없어 도저히 부모님에게 말할 수가 없었다. 자라한테 이 사정을 말하고 자신의 운동화를 오전반인 자라가 수업을 마치고 오면 오후반인 알리가 신고 가는 방식으로 운동화를 같이 쓰게 된다.
지역에서 마라톤 대회를 하는 것을 알게 된  3등상품이 운동화인것을 알게되고 3등을향해 달리게 되는데...

## 출연진
- 미르 파로크 하스미얀: 알리 역
- 바하레 시디키: 자라(알리의 동생) 역
- 모하마드 아미르 나지: 알리의 아버지 역
- 페레시테 사라반디: 알리의 어머니 역

## 한국어 더빙 성우진(MBC)
지난 2003년 2월 18일에 발생한 중앙로역 화재 참사에 따른 전국민적인 애도 분위기에 맞춰, KBS를 비롯한 지상파 방송 3사의 주말 예능 프로그램 편성이 전면 취소됨에 따라 MBC TV에서 특선영화로 방영한 바 있다.
- 엄현정 - 알리(오빠) (아미르 파로크 하세미안)
- 박선영 - 자라(여동생) (바하레 세디키)
- 박지훈 - 아버지 (모하메드 아미르 나지)
- 오주연 - 어머니 (페레시테 사라반디)
- 이도련 - 이웃집 아저씨
- 박태호
- 이종혁
- 우정신
- 윤성혜
- 최석필
- 김용준
- 고성일
- 김지영
- 배정민
- 이상훈
- 채의진
- 최한
- 박신희
- 방성준